# Клименченко, Марина Викторовна
Мари́на Ви́кторовна Климе́нченко (род. 24 января 1966 года в Хабаровске, СССР) — российская спортсменка, серебряный призёр летних Паралимпийских игр в пулевой стрельбе, чемпионка мира. Заслуженный мастер спорта.

## Награды
- Медаль ордена «За заслуги перед Отечеством» II степени (10 сентября 2012 года) — за большой вклад в развитие физической культуры и спорта, высокие спортивные достижения на XIV Паралимпийских летних играх 2012 года в городе Лондоне (Великобритания).[1]
- Заслуженный мастер спорта России (2011).